# Vader
Vader je poljski death metal-sastav iz Olsztyna, osnovan 1983. Prema riječima Piotra Wiwczareka, osnivaču sastava, pjevača i gitarista, ime sastava inspirirano je likom Dartha Vadera iz serijala Zvjezdani ratovi. Lirske teme uključuju priče Howarda Phillipsa Lovecrafta. Sastav je puno puta mijenjao članove te je Wiwczarek ostao jedini član iz prvobitne postave.

## Članovi
Trenutačna postava
- Piotr "Peter" Wiwczarek - vokal, gitara (1983.-)
- Marek Pająk – gitara (2010.-)
- Tomasz "Hal" Halicki - bas-gitara (2011.-)
- James Stewart - bubnjevi (2011.-)

Bivši članovi
- Jarosław Czerniecki - bas-gitara (1983. – 1984.)
- Robert Bielak - vokali (1984. – 1985.)
- Piotr Tomaszewski (umro) - vokali (1985.)
- Robert Struczewski (umro) - bas-gitara (1986.)
- Grzegorz Jackowski - bubnjevi (1986. – 1987.)
- Zbigniew Wróblewski - gitara (1983. – 1986.)
- Robert "Czarny" Czarneta - vokali (1986. – 1988.)
- Piotr Kuzioła - bas-gitara (1991. – 1992.)
- Jacek Kalisz - bas-gitara (1988. – 1991., 1993.)
- Jarosław Łabieniec - gitara (1991. – 1997.)
- Leszek Rakowski - bas-gitara (1993. – 2001.)
- Konrad Karchut - bas-gitara (2002. – 2003.)
- Krzysztof "Docent" Raczkowski (umro) - bubnjevi (1988. – 2005.)
- Marcin "Novy" Nowak - bas-gitara (2003. – 2008.)
- Dariusz "Daray" Brzozowski - bubnjevi (2005. – 2008.)
- Maurycy "Mauser" Stefanowicz - gitara (1997. – 2008.)
- Paweł Jaroszewicz - bubnjevi (2008. – 2011., 2013.)

## Diskografija
Studijski albumi
- The Ultimate Incantation (1992.)
- De Profundis (1995.)
- Black to the Blind (1997.)
- Litany (2000.)
- Revelations (2002.)
- The Beast (2004.)
- Impressions in Blood (2006.)
- Necropolis (2009.)
- Welcome to the Morbid Reich (2011.)
- Tibi et Igni (2014.)
- The Empire (2016.)
- Solitude in Madness (2020.)

EP-ovi
- Sothis (1994.)
- Kingdom (1998.)
- Reign Forever World (2000.)
- Blood (2003.)
- The Art of War (2005.)
- Lead Us!!! (2008.)
- The Upcoming Chaos (2008.)
- Go To Hell (2014.)
- Iron Times (2016.)
- Thy Messenger (2019.)

Demo uradci
- Live in Decay (1986.)
- Necrolust (1989.)
- Morbid Reich (1990.)

Cover albumi
- Future of the Past (1996.)
- Future of the Past – Hell in the East (2015.)

Kompilacije
- Reborn in Chaos (1996.)
- XXV (2008.)
- Live in Necro Reich (2015.)
- Geneza Chaosu MCMLXXXIII – MCMXC (2015.)

## Vanjske poveznice
- Službena stranica